# 玛祖卡

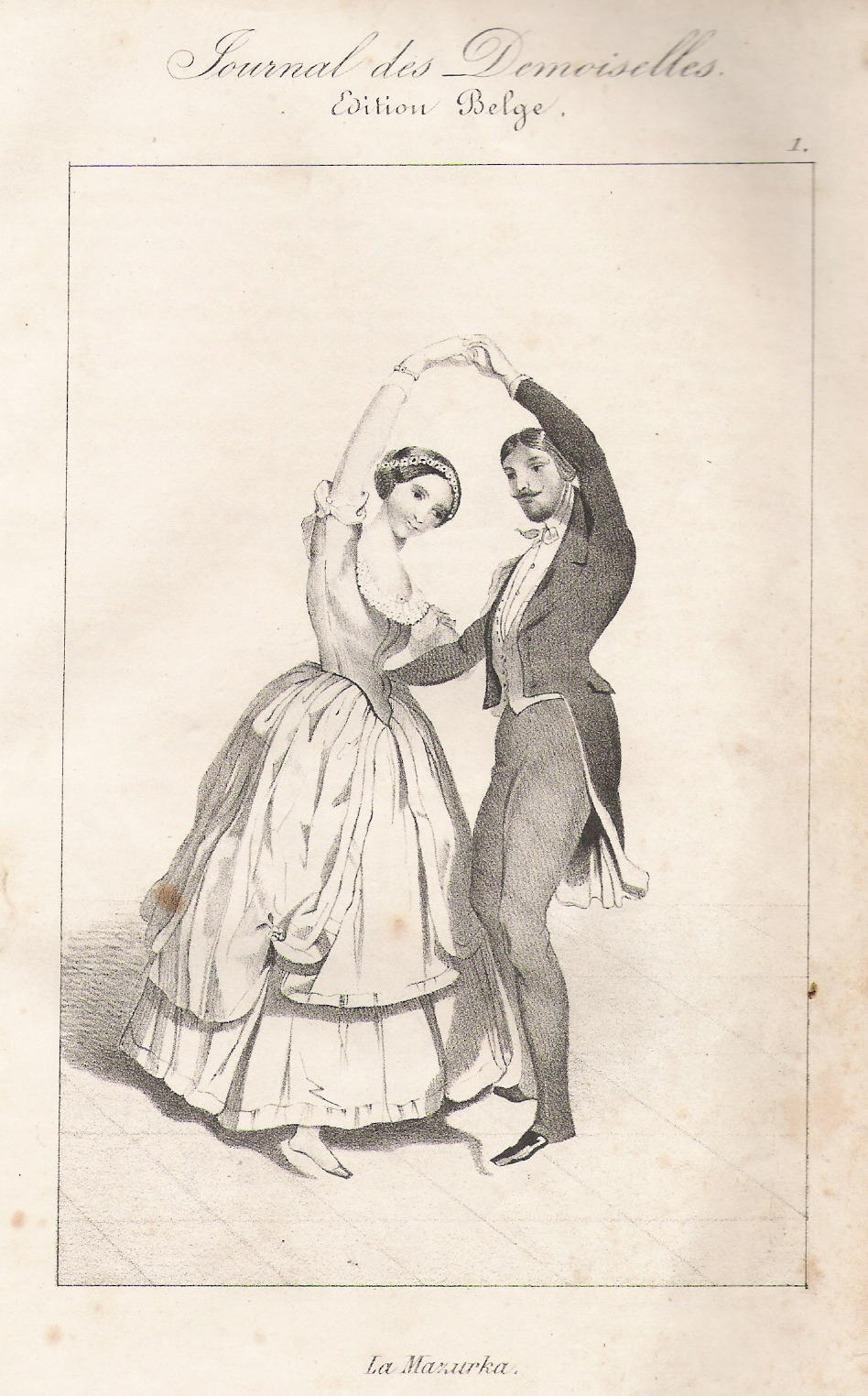
玛祖卡; 1845

玛祖卡（波兰语：Mazurek），原为波兰一种民间舞蹈，其形式现在仍保留在许多芭蕾舞舞剧中，其音乐经过肖邦等人的发展后，已成为古典音乐中一种经典舞曲。

## 舞蹈
玛祖卡起源于波兰中部马佐夫舍地区，其名也很可能来源于该地名。18世纪后，玛祖卡舞风靡全欧洲，成为各国宫廷和上层社会舞会中常见的一种舞蹈。列夫·托尔斯泰在安娜·卡列尼娜、屠格涅夫在父与子中均有关于玛祖卡舞的情节。
玛祖卡是一种男女集体舞，由男舞者占据主导地位，决定舞步种类、轻重和速度，而女舞者则以轻快的舞步围绕男舞者。玛祖卡主要的舞步以滑步、脚跟碰击、双人旋转和男舞者单腿脆地，女舞者绕行为主，舞步比较复杂。
柴可夫斯基在其芭蕾舞剧天鹅湖和睡美人中均安排了大段的玛祖卡，因此玛祖卡舞步时至今日亦是芭蕾舞者必学的舞步。

## 音乐
玛祖卡音乐类似于华尔兹，为3/4拍，但常在第二拍予以加重。著名作曲家如蕭邦、格林卡、亚历山大·鲍罗丁、德布西等均创作过大量的玛祖卡音乐。
今日的波兰国歌就是一首玛祖卡舞曲。